# Paul Everingham

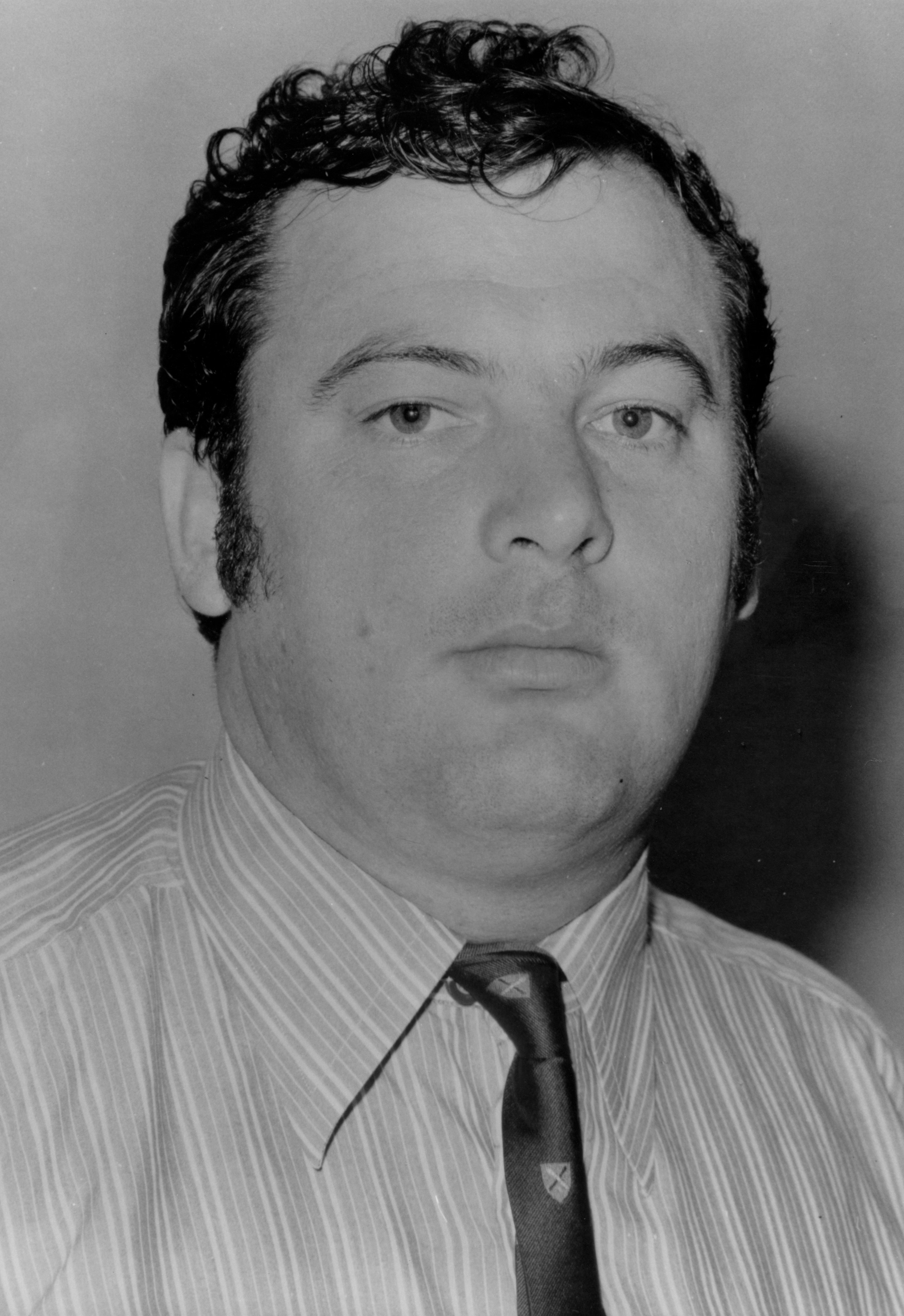
Paul Everingham

Hon. Paul Anthony Edward Everingham, AO (* 4. Februar 1943 in Brisbane, Queensland) ist  ein australischer Politiker der Country Liberal Party (CLP), der unter anderem von 1977 bis 1978 als Mehrheitsführer de Facto sowie im Anschluss zwischen 1978 und 1984 offiziell erster Chief Minister des Northern Territory war. Darüber hinaus war er von 1984 bis 1987 Mitglied des australischen Repräsentantenhauses.

## Leben

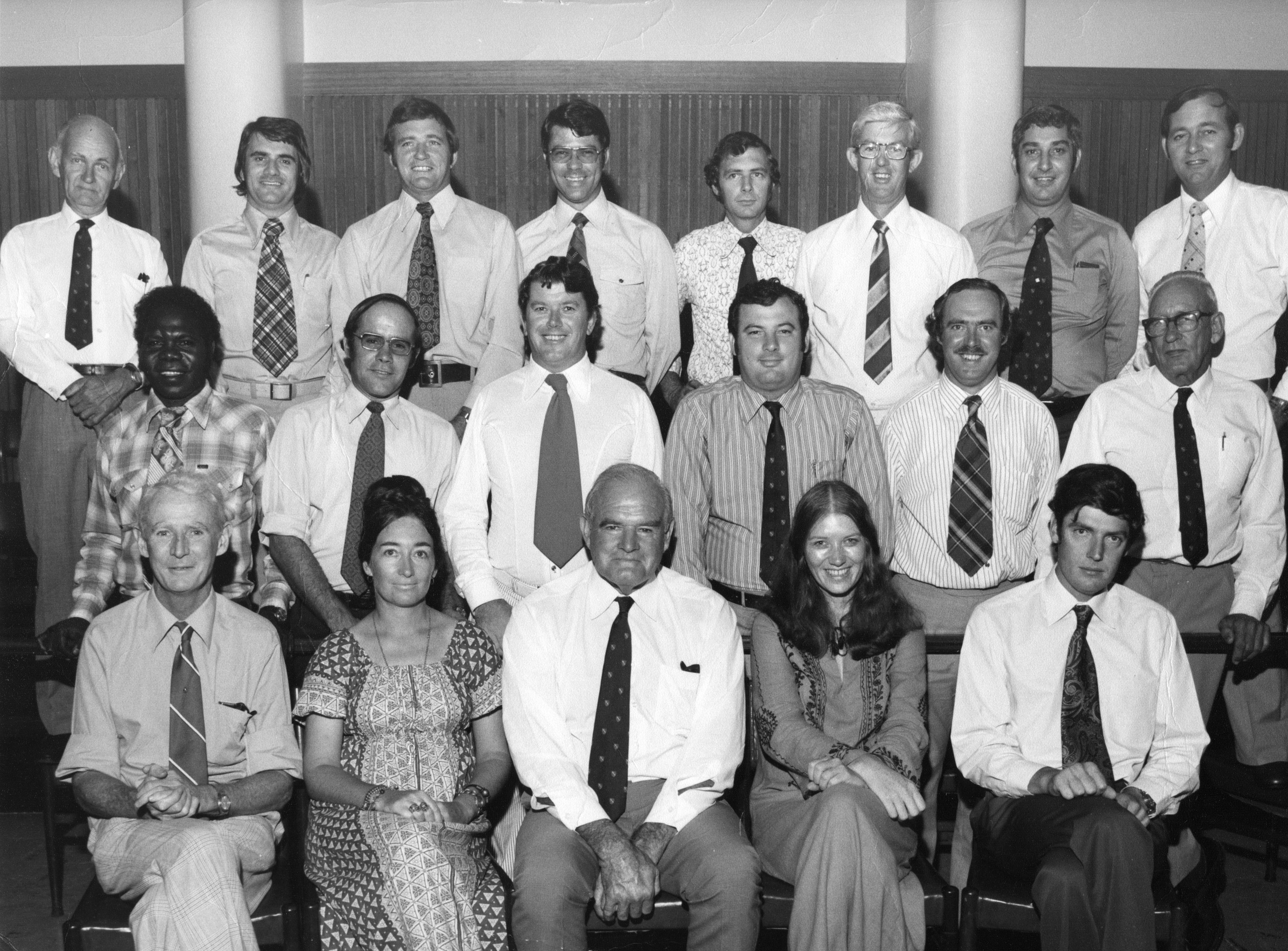
Everingham (zweite Reihe, 3.v.r.) und die anderen Mitglieder der ersten Northern Territory Legislative Assembly (1976).

Paul Anthony Edward Everingham nahm nach einem Studium der Rechtswissenschaften eine Tätigkeit als Barrister und Solicitor auf. Er gehörte zwischen 1972 und 1974 dem Stadtrat (Alderman) von Alice Springs als Mitglied an. Als Kandidat der Country Liberal Party (CLP) wurde er am 19. Oktober 1974 zum Mitglied (MLA) der ersten Northern Territory Legislative Assembly gewählt und vertrat in dieser bis zum 22. Oktober 1984 den Wahlkreis „Jingili“. In der Regierung von Mehrheitsführer (Majority Leader) Goff Letts, der vom 19. Oktober 1974 bis 13. August 1977 de Facto erster Regierungschef des Northern Territory war, fungierte er zwischen November 1974 und September 1977 als stellvertretender Mehrheitsführer sowie zeitgleich als Exekutivmitglied für Finanzen. Daneben war er zunächst von November 1974 und Dezember 1975 Exekutivmitglied für Recht, zwischen Dezember 1975 und Dezember 1976 zusätzlich Exekutivmitglied für Gemeindeentwicklung und zuletzt von Dezember 1976 bis September 1977 noch Kabinettsmitglied für Kommunalverwaltung. Nachdem Goff Letts bei der zweiten Wahl zur Legislativversammlung am 13. August 1977 sein Mandat in der Legislativversammlung an Jack Doolan von der Labor Party verloren hatte, wurde Everingham als dessen Nachfolger am 13. August 1977 Mehrheitsführer und somit selbst Regierungschef sowie Vorsitzender der CLP. In seinem am 19. September 1977 gebildeten Regierung übernahm er bis Juni 1978 zugleich die Funktion als Chefsekretär und Exekutivmitglied für Recht.
Nach Begründung der Selbstverwaltung am 1. Juli 1978 wurde Paul Everingham schließlich offiziell erster Chief Minister des Northern Territory und bekleidete dieses Amt bis zu seinem Rücktritt am 17. Oktober 1984, woraufhin Ian Tuxworth neuer CLP-Vorsitzender und Chief Minister wurde. In seiner daraufhin gebildeten Regierung fungierte er zusätzlich bis zum 1. Dezember 1982 zugleich als Generalstaatsanwalt sowie im Anschluss vom 1. Dezember 1982 bis 12. Dezember 1983 als Minister für Land, industrielle Entwicklung und Tourismus beziehungsweise zwischen dem 13. Dezember 1983 und dem 16. Oktober 1984 als Minister für industrielle Entwicklung und Tourismus. Nach seinem Ausscheiden aus der Legislativversammlung 22. Oktober 1984 wurde Rick Setter von der CLP bei der dadurch notwendigen Nachwahl am 15. Dezember 1984 zum neuen Mitglied der Northern Territory Legislative Assembly für den Wahlkreis „Jingili“ gewählt.

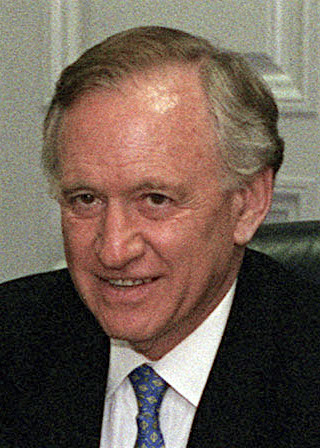
Im „Schattenkabinett“ des Liberal Party-Vorsitzenden Andrew Peacock war Everingham von 1984 bis 1985 „Schattenminister für Kommunalverwaltung und nördliche Entwicklung“

Everingham selbst wurde bei der Parlamentswahl in Australien am 1. Dezember 1984 für die Liberal Party of Australia im Wahlkreis „Division of Northern Territory“ von John Reeves von der Australian Labor Party zum Mitglied des australischen Repräsentantenhauses gewählt und gehörte diesem bis zu seinem Mandatsverzicht am 5. Juni 1987 an, woraufhin Warren Snowdon von der Labor Party bei der Parlamentswahl am 11. Juli 1987 zum neuen Abgeordneten für den Wahlkreis „Division of Northern Territory“ gewählt wurde. Während seiner Parlamentszugehörigkeit übernahm er im „Schattenkabinett“ des Liberal Party-Vorsitzenden Andrew Peacock zwischen dem 14. Dezember 1984 und dem 9. September 1985 den Posten als „Schattenminister für Kommunalverwaltung und nördliche Entwicklung“. Er war ferner vom 28. Februar bis zum 19. September 1985 Mitglied des Ständigen Ausschusses für Angelegenheiten der Ureinwohner sowie zwischen dem 22. März und dem 19. September 1985 Mitglied des Sonderausschusses für Bildung der Ureinwohner und darüber hinaus vom 13. März 1985 bis zum 5. Juni 1987 Mitglied des Beirats für zwischenstaatliche Beziehungen. In Anerkennung der Verdienste um Regierung und Politik sowie um die Legislativversammlung des Northern Territory wurde er im Rahmen der Birthday Honours am 12. Juni 1989 zum Officer des Order of Australia.
Nach seinem Ausscheiden aus dem Repräsentantenhaus verzog er wieder in seinen Heimat-Bundesstaat Queensland und war zwischen 1990 und 1994 noch Präsident der Queensland Liberal Party. Für seine Verdienste wurde ihm am 1. Januar 2001 anlässlich des 100-jährigen Bestehens des Australischen Bundes die Centenary Medal verliehen.

## Veröffentlichungen
- Policy speech. Northern Territory Country Liberal Party, Darwin 1980.
- Toward statehood Alaska, Hawaii and the Northern Territory. Northern Territory University Planning Authority, Darwin 1982.

## Hintergrundliteratur
- Frances Chan: King of the kids. Paul Everingham, first Chief Minister of the Northern Territory. Diflo Publications, Palmerston 1992, ISBN 0-646-09790-3.